# Юринське міське поселення
Ю́ринське міське поселення (рос. Юринское городское поселение) — муніципальне утворення у складі Юринського району Марій Ел, Росія. Адміністративний центр та єдиний населений пункт — селище міського типу Юрино.

## Населення
Населення — 2871 особа (2019, 3465 у 2010, 4251 у 2002).